# فيزرديز
أميليا موراي (مواليد 1993)، والمعروفة باسمها المسرحي فيزرديز (بالإنجليزية: Fazerdaze)‏، هي مغنية وكاتبة أغاني وعازفة موسيقية نيوزيلندية.
أصدرت أول ظهور لها بألبوم قصير في أكتوبر 2014، وسجلته بالكامل في استوديو غرفة نومها في أوكلاند. بمساعدة عازف متعدد الآلات جوناثان بيرس، الذي أتقن الإصدار، ابتكرت صوتًا رائعًا باستخدام القيثارات الكهربائية ودواسات المؤثرات.

## سنوات مبكرة
وُلدت موراي في عام 1993 في ويلينجتون عاصمة نيوزيلندا لأب مسيحي أوروبي وأم مسلمة إندونيسية. التحقت بكلية أونسلو، وانتقلت لاحقًا إلى مدينة أوكلاند.

## تاريخ
أصدرت فيزرديز أول ظهور لها بألبوم قصير في عام 2014. في عام 2017، أصدرت موراي أول ألبوم كامل لها باسم فيزرديز.

## ديسكغرفيا
ألبومات الاستوديو
- مورنينجسايد (2017، فلاينج نون)

(ألبومات قصيرة)
- فيزرديز (2014، إصدار ذاتي)

أغاني فردية
- «ليتل أن-إيزي» (2015، إصدار ذاتي)
- «لوكي غيرل» (إصدار ذاتي 2017)
- «تيك إت سلو» (2017، إصدار ذاتي)

## روابط خارجية
- الموقع الرسمي